# Огър
Огър (от френски: ogre) е митологично човекоподобно същество, срещащо се във вярванията на северно- и централноевропейските народи.

## Описание
На външен вид огрите представляват страховити гиганти, с огромни кореми, понякога и с дълги бради. Обикновено живеят в дворци. Митовете ги представят като хранещи се с човешко месо, зли и яростни, но изключително глупави, което позволява на хората да се справят с тях. В някои предания огрите имат способността да се трансформират в други живи същества или в предмети.

## Връзки с други култури
Огърът има свои еквиваленти в множество други митологии от различни краища на света. В скандинавските митове това е тролът – гигант-людоед, обитаващ планинските райони, в близост до мостове. В японската религия и митология се говори за т.нар. они (oni), а във вълшебните приказки на пигмеите – за Негугуногумбар (Negoogunogumbar), които в голяма степен се покриват с образа на огъра. Сред северноамериканските индианци също не липсват истории за гигантски човекоядци, от които най-вероятно произлиза и легендата за Голямата стъпка (Bigfoot).

## В съвременната култура
Днес образът на огъра се използва в множество компютърни игри с фентъзи-сюжет, като например Warcraft, Dungeons & dragons, серията Heroes of might and magic и др.
Най-популярният филмов образ на огър е този от анимационния филм на „Шрек“. Тук обаче, огърът е представен не като зъл и противен, а като самотен, живеещ изолирано от останалия свят.
В литературата огър се появява в „Хрониките на Нарния“ от Клайв С. Луис, „Царството на злото“ от Клифърд Саймък и други.